# I.B.W.
『I.B.W.-IT'S A BEAUTIFUL WORLD-』（アイ・ビー・ダブリュー　イッツ・ア・ビューティフル・ワールド）は1989年11月1日にCBS/SONY RECORDSから発売された爆風スランプ6枚目のオリジナル・アルバム。本作から新メンバーとして元TOPSベーシスト、バーベQ和佐田が加入。

## 収録曲
| 全作詞: サンプラザ中野。 |                                                                      |                |                      |                       |      |
| #                        | タイトル                                                             | 作詞           | 作曲                 | 編曲                  | 時間 |
| 1.                       | 「泳ぐ人のバラード」                                                 | サンプラザ中野 | パッパラー河合       | BAKUFU-SLUMP/松原幸広 | 4:20 |
| 2.                       | 「I.B.W.-It's a beautiful world-」                                   | サンプラザ中野 | パッパラー河合       | BAKUFU-SLUMP          | 4:46 |
| 3.                       | 「45歳の地図」                                                       | サンプラザ中野 | パッパラー河合       | BAKUFU-SLUMP          | 3:40 |
| 4.                       | 「満月電車」                                                         | サンプラザ中野 | Newファンキー末吉    | BAKUFU-SLUMP          | 4:14 |
| 5.                       | 「完敗」                                                             | サンプラザ中野 | チャーシューメン黒石 | BAKUFU-SLUMP/工藤隆   | 3:57 |
| 6.                       | 「シンデレラちからいっぱい憂さ晴らしの歌 今夜はパーティー」          | サンプラザ中野 | Newファンキー末吉    | BAKUFU-SLUMP          | 3:57 |
| 7.                       | 「女なんかなんだ」                                                   | サンプラザ中野 | Newファンキー末吉    | BAKUFU-SLUMP/兼崎順一 | 4:24 |
| 8.                       | 「KASHIWAマイ・ラブ〜ユーミンを聞きながら〜」(Vocal：パッパラー河合) | サンプラザ中野 | パッパラー河合       | BAKUFU-SLUMP/新川博   | 4:44 |
| 9.                       | 「リゾ・ラバ -Resort Lovers-」                                       | サンプラザ中野 | Newファンキー末吉    | BAKUFU-SLUMP          | 4:20 |
| 10.                      | 「それから」                                                         | サンプラザ中野 | ダン本多             | BAKUFU-SLUMP          | 4:25 |
| 11.                      | 「大きな玉ねぎの下で 〜はるかなる想い」(オーケストラバージョン)      | サンプラザ中野 | 嶋田陽一             | BAKUFU-SLUMP/松原幸広 | 4:58 |
| 合計時間:                | 合計時間:                                                            | 合計時間:      | 合計時間:            | 47:45                 |      |

## 備考
「KASHIWAマイ・ラブ〜ユーミンを聞きながら〜」
タイトルからも分るように、松任谷由実の「埠頭を渡る風」と「中央フリーウェイ」をモチーフにして作られた。
この曲は、ヴォーカルを担当した河合の故郷をモチーフに作られたが、後に同様のテーマで「京都マイ・ラブ」、「坂出マイ・ラブ」（2011年、ファンキー末吉プロデュースアルバム『We Love Bakufu Slump』の「おまけComplete」盤に収録)が作られた。